# Koekenbreker

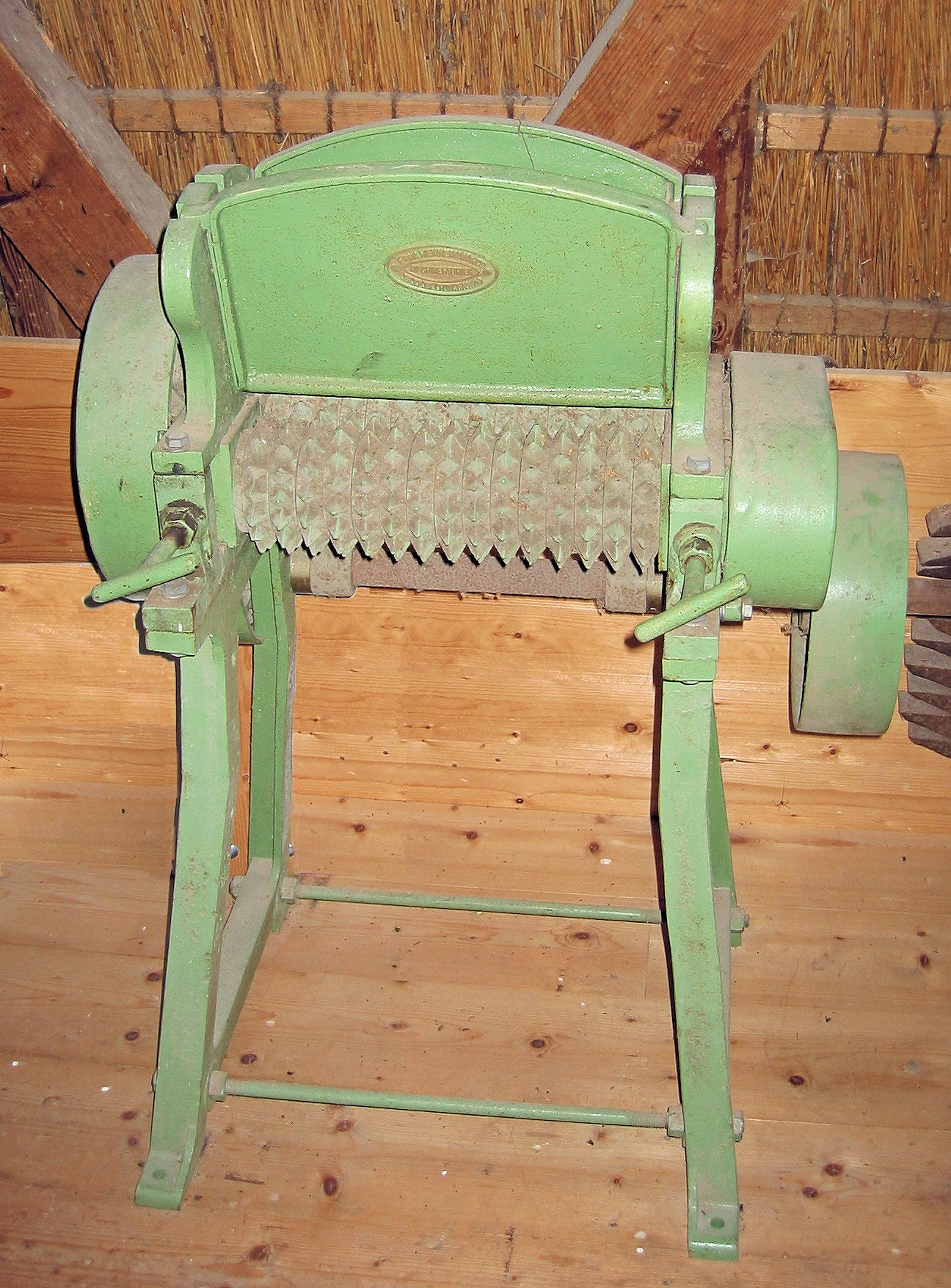
Lijnkoekenbreker

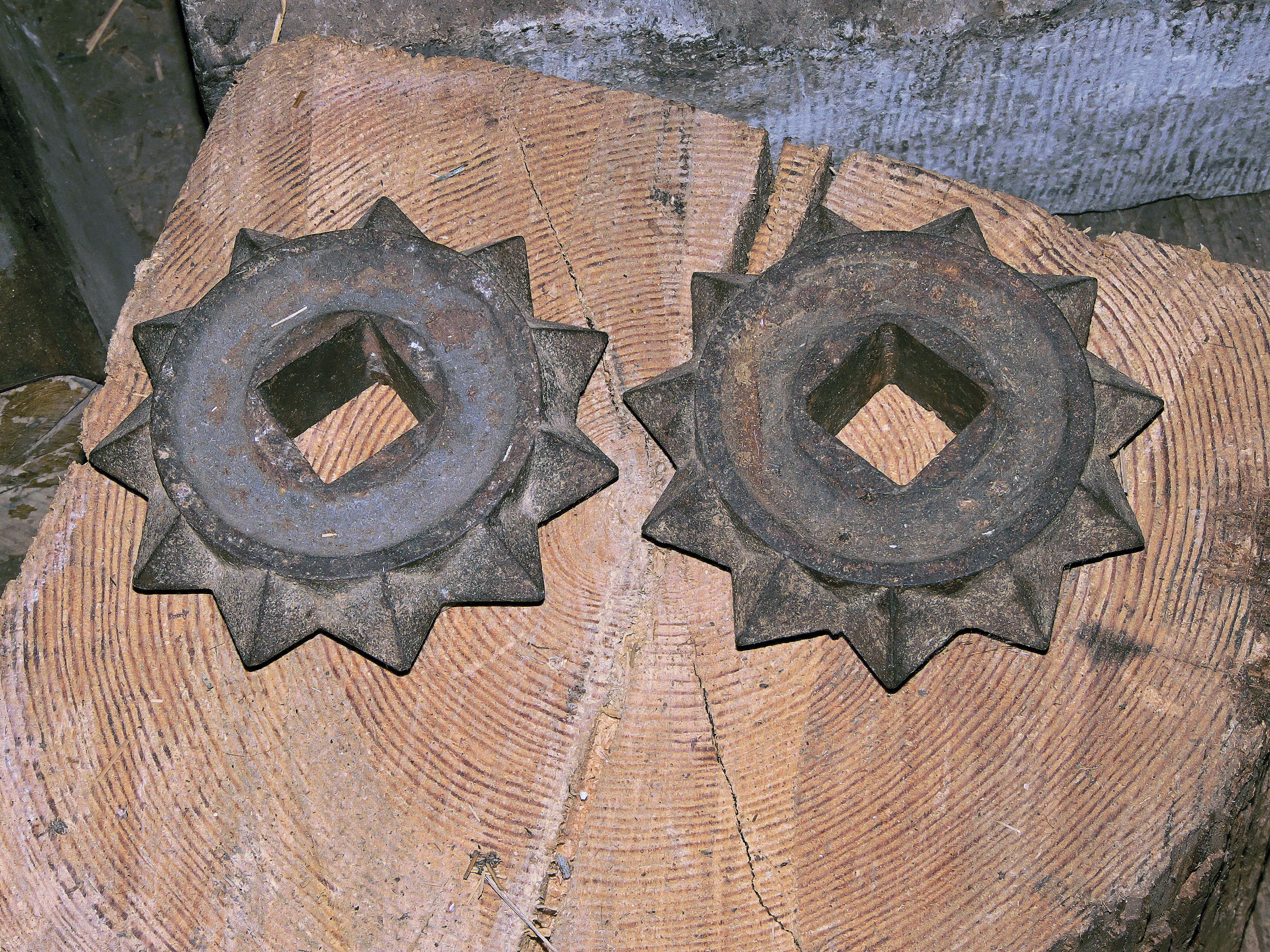
Tanden van een lijnkoekenbreker

Een koekenbreker is een werktuig waarmee lijnkoeken worden gebroken. De tanden worden schroefvormig op de as geplaatst, waardoor de koeken naar binnen worden getrokken en niet op de tanden gaan staan dansen. 
De gemalen lijnkoeken worden in water gedrenkt en dienen als krachtvoer voor rundvee. Met name voor jonge dieren waarvan het gebit nog niet is ontwikkeld worden de koeken gebroken.
Koekenbrekers kunnen met de hand worden bediend, of machinaal worden aangedreven door bijvoorbeeld een windmolen.

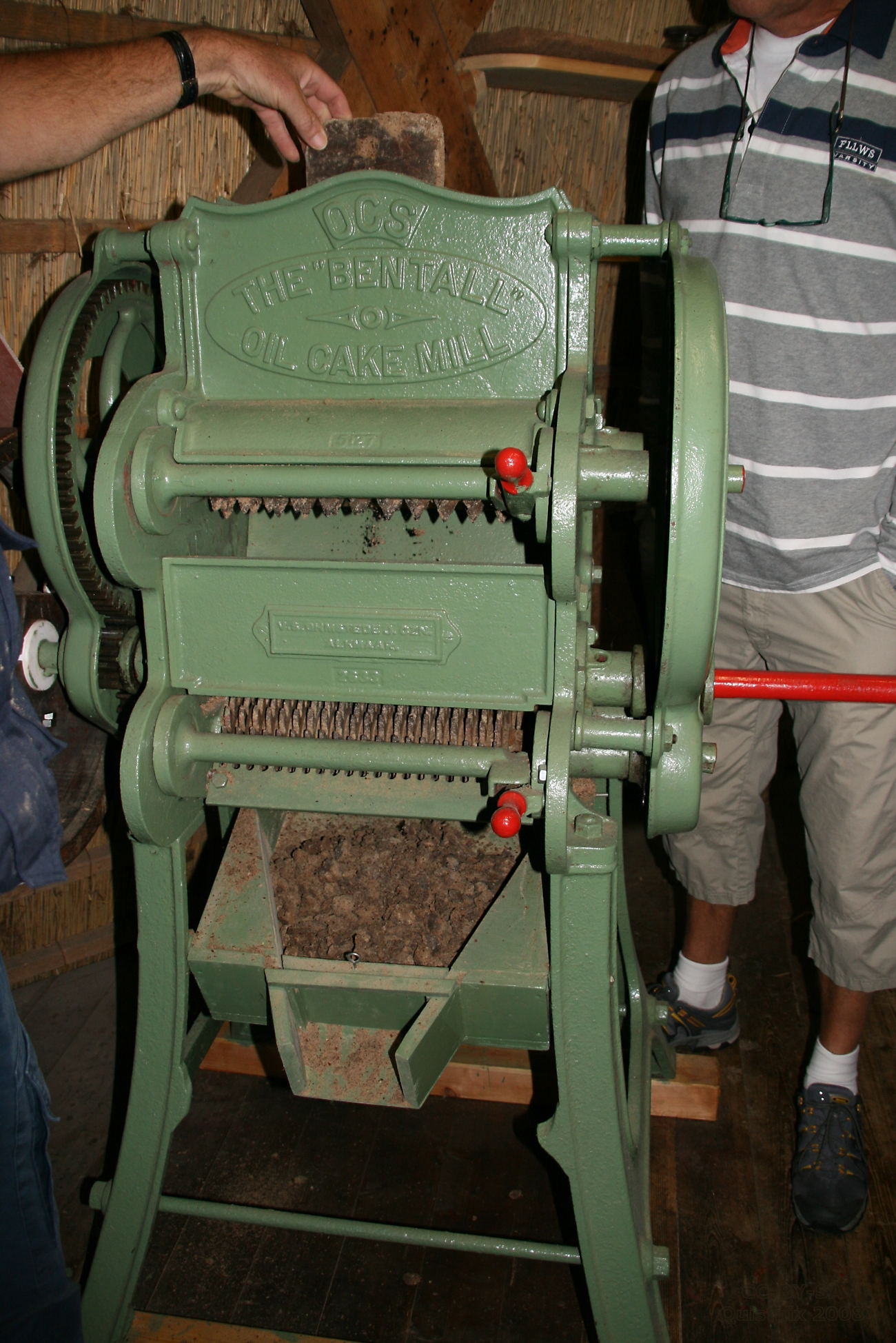
Koekenbreker in De Onderneming
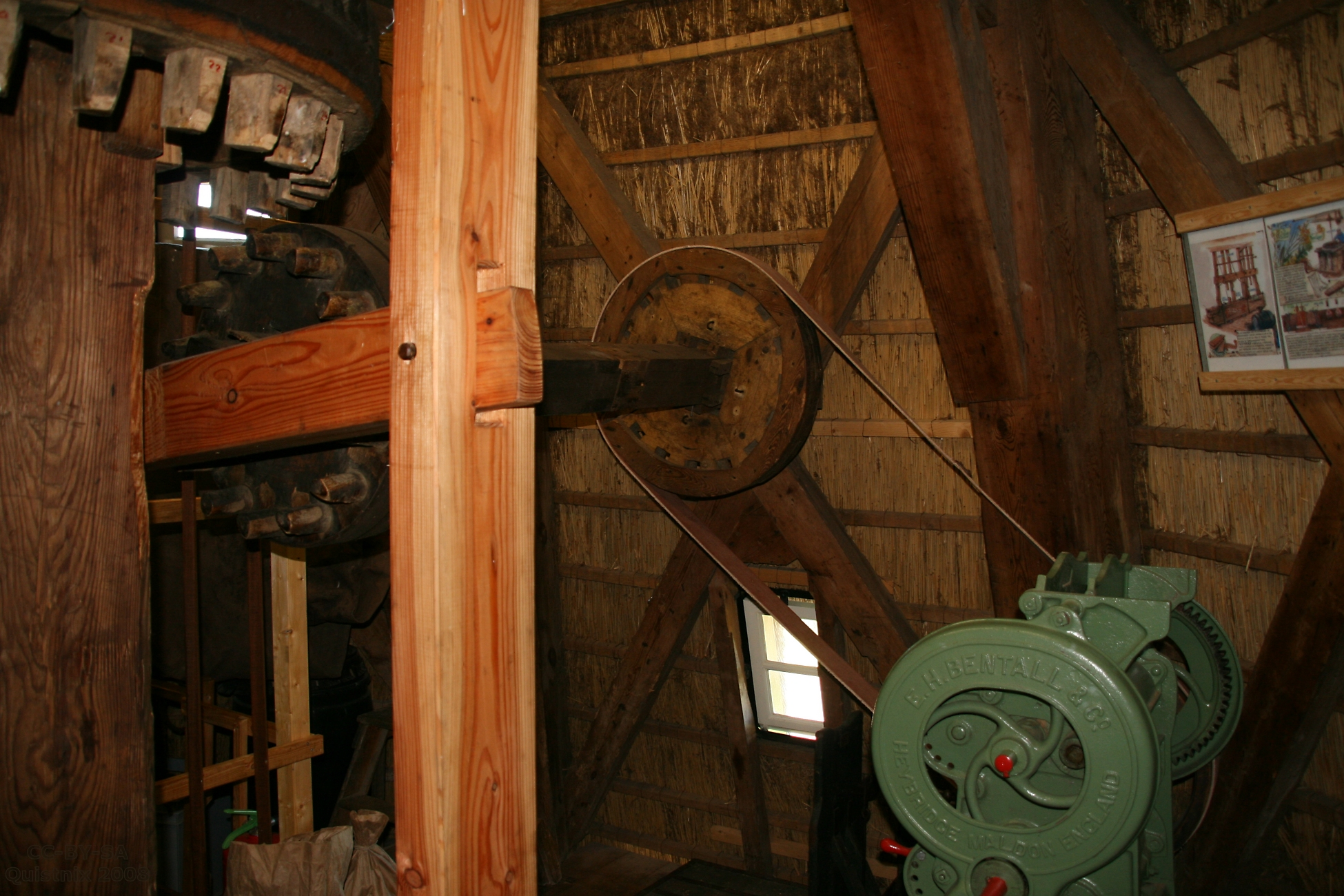
Aandrijving van deze koekenbreker
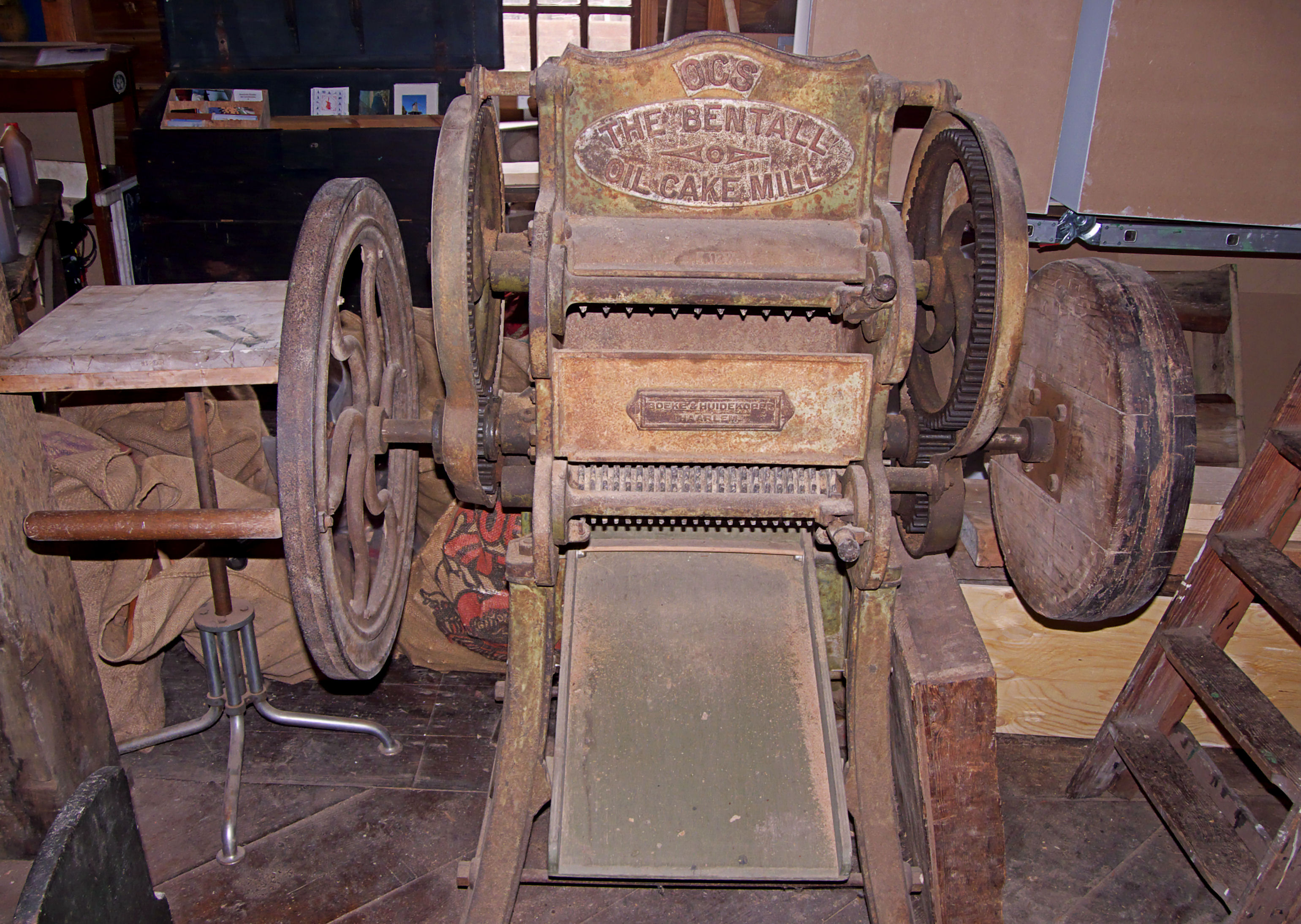
Koekenbreker in Het Pink